# Hinumanai-jinja
 (avril 2024).
La mise en forme du texte ne suit pas les recommandations de Wikipédia : il faut le « wikifier ».
Les points d'amélioration suivants sont les cas les plus fréquents. Le détail des points à revoir est peut-être précisé sur la page de discussion.
- Les titres sont pré-formatés par le logiciel. Ils ne sont ni en capitales, ni en gras.
- Le texte ne doit pas être écrit en capitales (les noms de famille non plus), ni en gras, ni en italique, ni en « petit »…
- Le gras n'est utilisé que pour surligner le titre de l'article dans l'introduction, une seule fois.
- L'italique est rarement utilisé : mots en langue étrangère, titres d'œuvres, noms de bateaux, etc.
- Les citations ne sont pas en italique mais en corps de texte normal. Elles sont entourées par des guillemets français : « et ».
- Les listes à puces sont à éviter, des paragraphes rédigés étant largement préférés. Les tableaux sont à réserver à la présentation de données structurées (résultats, etc.).
- Les appels de note de bas de page (petits chiffres en exposant, introduits par l'outil «  Source ») sont à placer entre la fin de phrase et le point final[comme ça].
- Les liens internes (vers d'autres articles de Wikipédia) sont à choisir avec parcimonie. Créez des liens vers des articles approfondissant le sujet. Les termes génériques sans rapport avec le sujet sont à éviter, ainsi que les répétitions de liens vers un même terme.
- Les liens externes sont à placer uniquement dans une section « Liens externes », à la fin de l'article. Ces liens sont à choisir avec parcimonie suivant les règles définies. Si un lien sert de source à l'article, son insertion dans le texte est à faire par les notes de bas de page.
- La présentation des références doit suivre les conventions bibliographiques. Il est recommandé d'utiliser les modèles {{Ouvrage}}, {{Chapitre}}, {{Article}}, {{Lien web}} et/ou {{Bibliographie}}. Le mode d'édition visuel peut mettre en forme automatiquement les références.
- Insérer une infobox (cadre d'informations à droite) n'est pas obligatoire pour parachever la mise en page.

Pour une aide détaillée, merci de consulter Aide:Wikification.
Si vous pensez que ces points ont été résolus, vous pouvez retirer ce bandeau et améliorer la mise en forme d'un autre article.
Le sanctuaire Hinumanai (比沼麻奈為神社) est un sanctuaire dédié à Toyoukebime à Kyōtango,. C'est un sanctuaire Moto-Ise,
Le Hinumanai-jinja (比沼麻奈為神社) est mentionné dans l'Engishiki datant de la période Heian, comme 田庭 (Taniwa) signifiant littéralement le jardin des rizières . On pense que cet ancien nom de lieu a changé au fil du temps en Taba (emplacement des rizières), puis en 丹波 (Tamba/Tanba).
À proximité, il y a un puits 清水戸 (Seisuido) et une histoire de la rizière en forme de demi-lune maintenant perdue 月の輪田 (Tsukinowa den). On pense que c'est là que Toyouke a fait tremper les graines de riz pour favoriser la germination et a planté le premier riz,.
Malheureusement, en raison de la politique de consolidation des sanctuaires, mise en œuvre à partir de 1906,  l'emplacement original de Tsukinowa a probablement été détruite.
Il vénère la divinité Toyoke no Kami et se trouve au pied du mont Kujigatake.

## Aperçu
Pour atteindre le sanctuaire Hinumanai, les visiteurs suivent une route qui mène à son portail torii. À côté de cette entrée se trouve un groupe de pierres guidant les invités vers une section à l'intérieur de l'enceinte du sanctuaire. Fait intéressant, il n'y a pas de prêtre (guji san) au sanctuaire Hinumanai.
La disposition du sanctuaire présente un portail torii au pied d'un escalier qui serpente dans une zone et arrive finalement au haiden ou salle de culte. Situé à proximité du haiden se trouve le Honden dédié à Toyoke no Kami, une divinité associée à l'agriculture et à la prospérité. Un monument spécial en l'honneur de Toyoke no Kami se tient sur le côté du complexe honden haiden.
Il est conseillé aux visiteurs de ne pas s'aventurer au-delà du keidai (enceinte du sanctuaire) ou d'escalader le mont Kujigatake afin de préserver la sainteté de ce site vénéré.
Il y a eu des discussions concernant le sort de la tombe de Toyoke no Kamis . L'accès aux endroits proches du sanctuaire est interdit.
Lorsque les visiteurs quittent le sanctuaire, ils peuvent observer des papiers qui flottent sur la corde du portail torii, ajoutant à l'ambiance tranquille du sanctuaire. Tandis que les visiteurs sont encouragés à faire preuve de respect et à réfléchir en silence, certains chemins et zones à l'intérieur de son environnement spirituel sont restreints pour l'exploration.

## Galerie

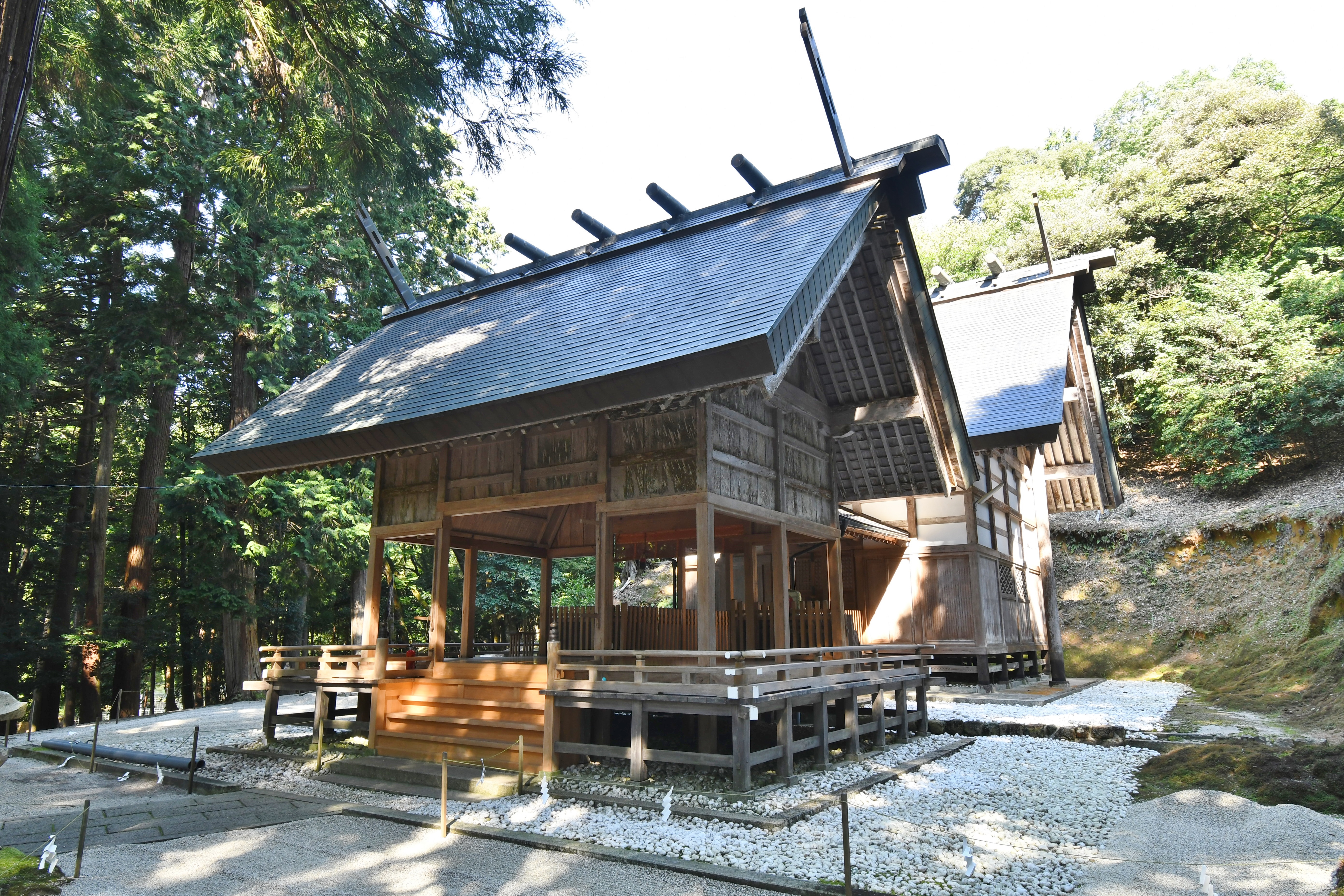
Haiden (salle de culte) de Hinumanai-jinja
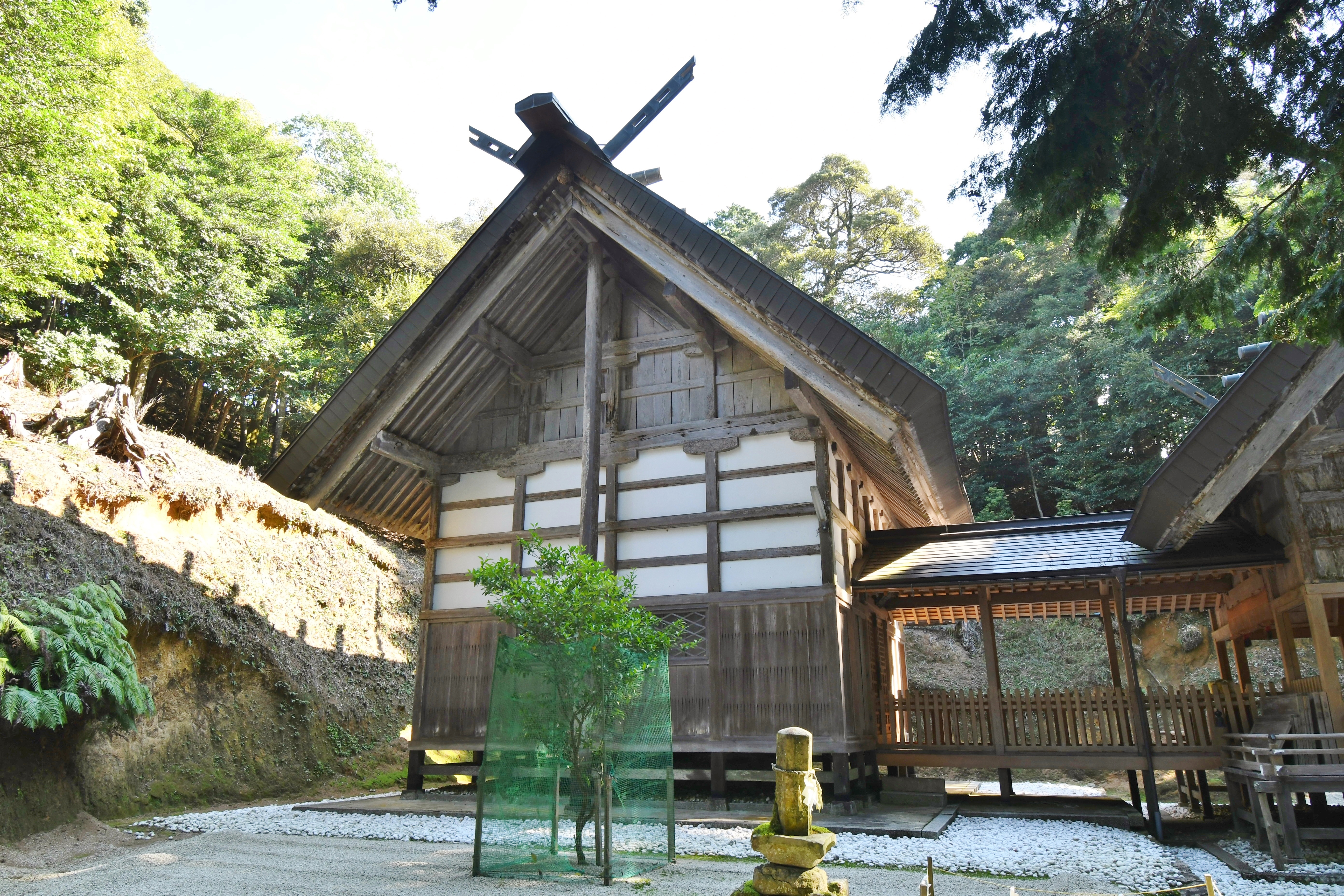
Honden (sanctuaire principal) de Hinumanai-jinja
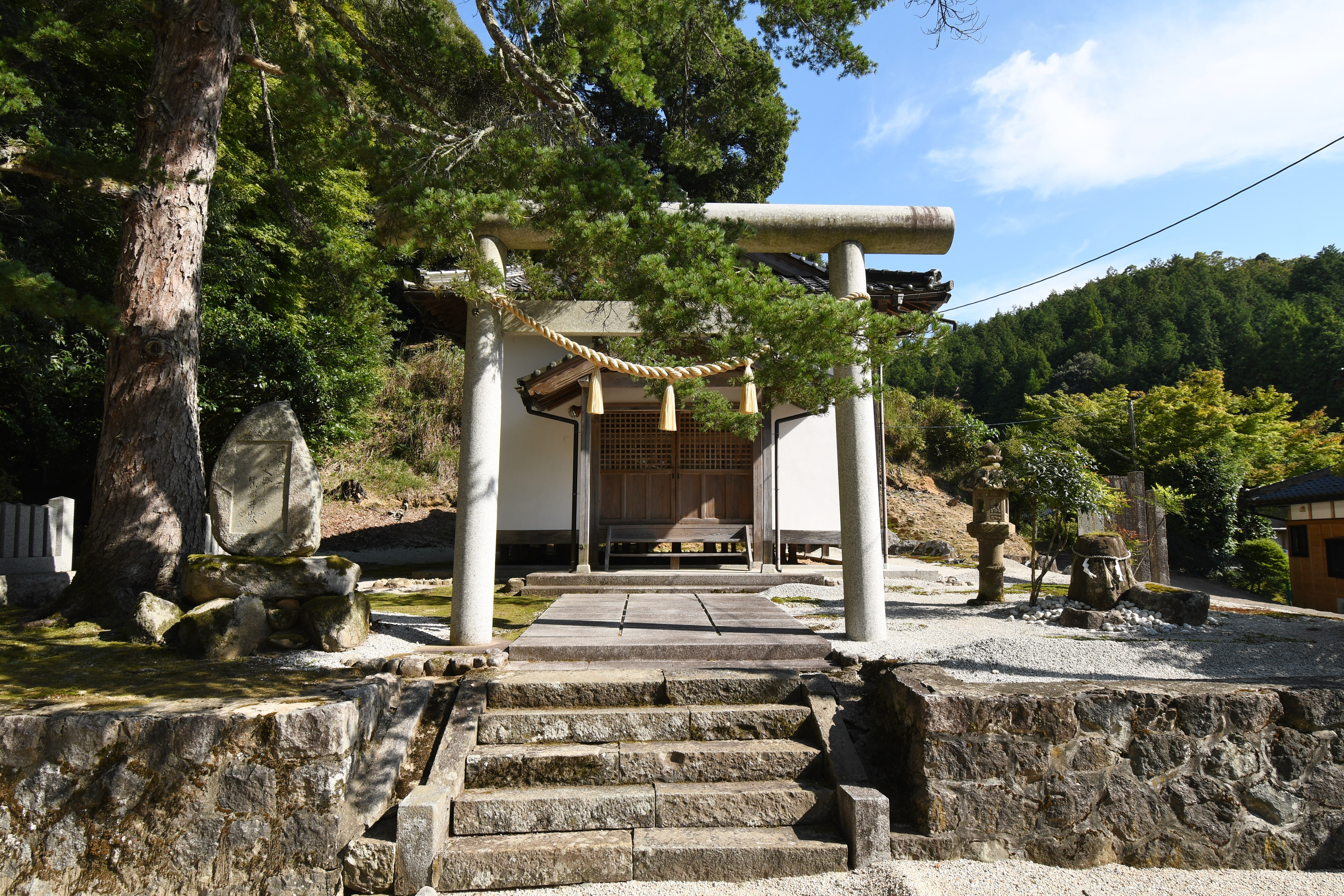
Keidaisha (sanctuaire auxiliaire) de Hinumanai-jinja
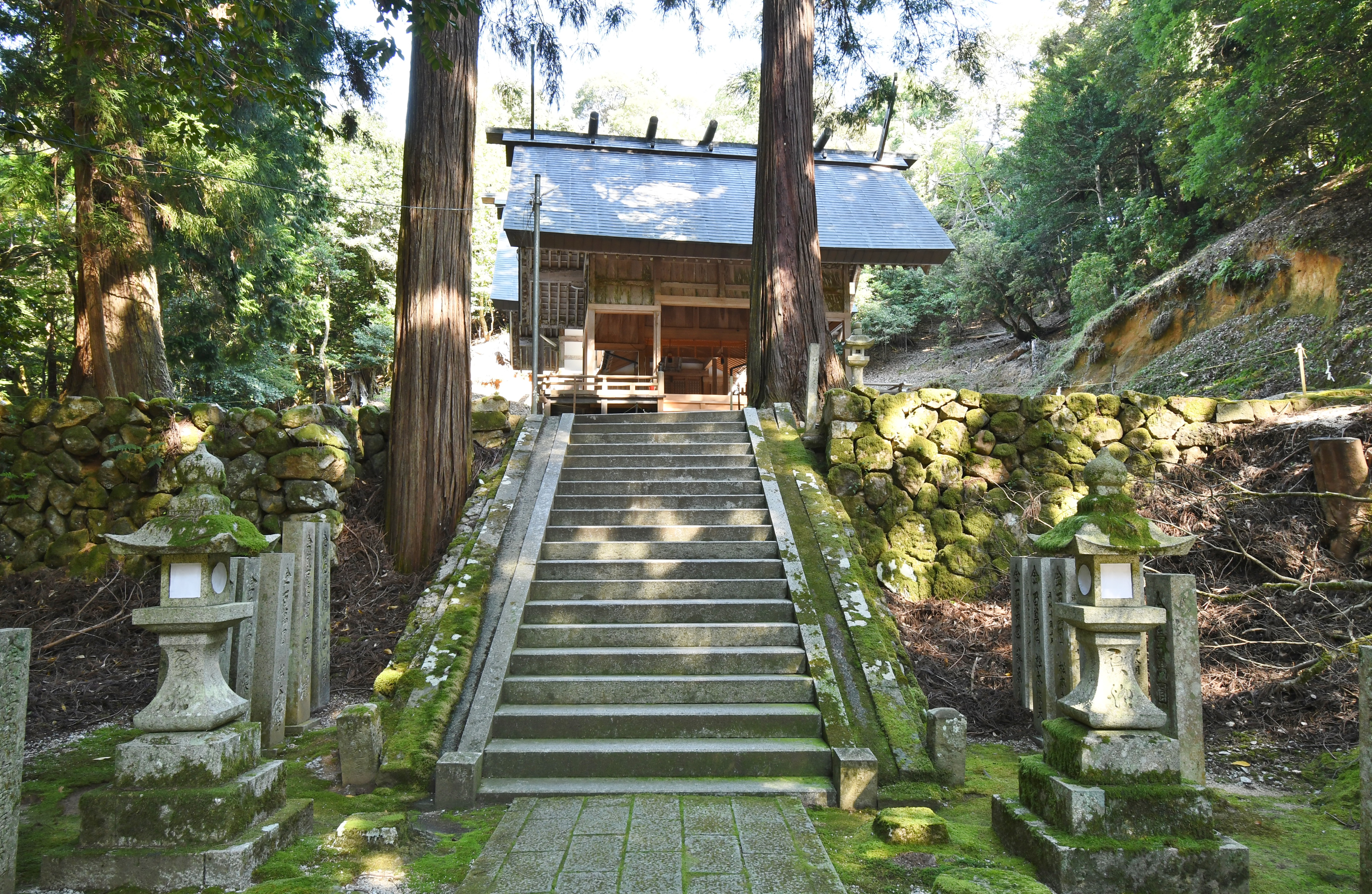
Sandou (approche) vers Hinumanai-jinja
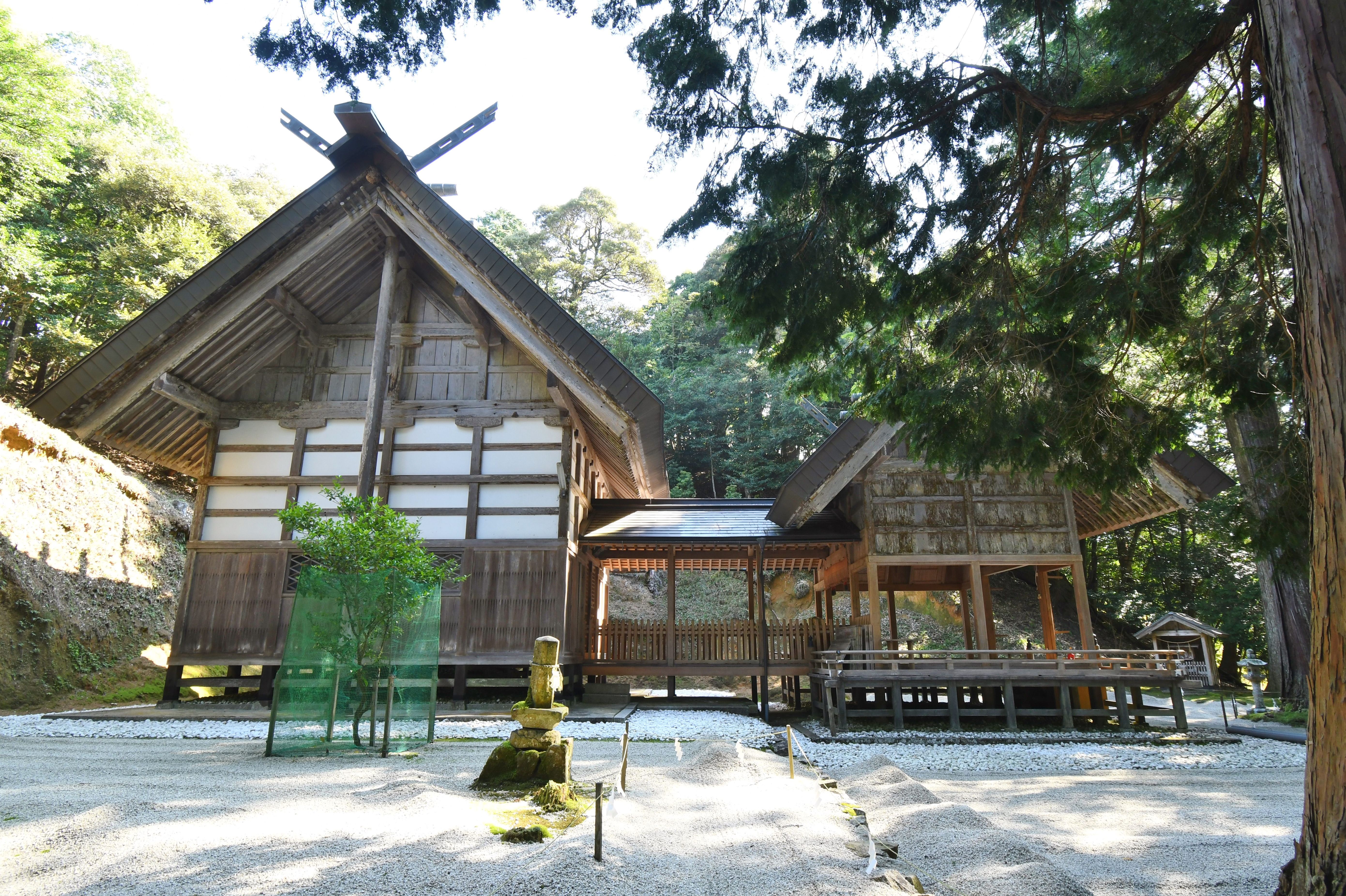
Shaden de Hinumanai-jinja
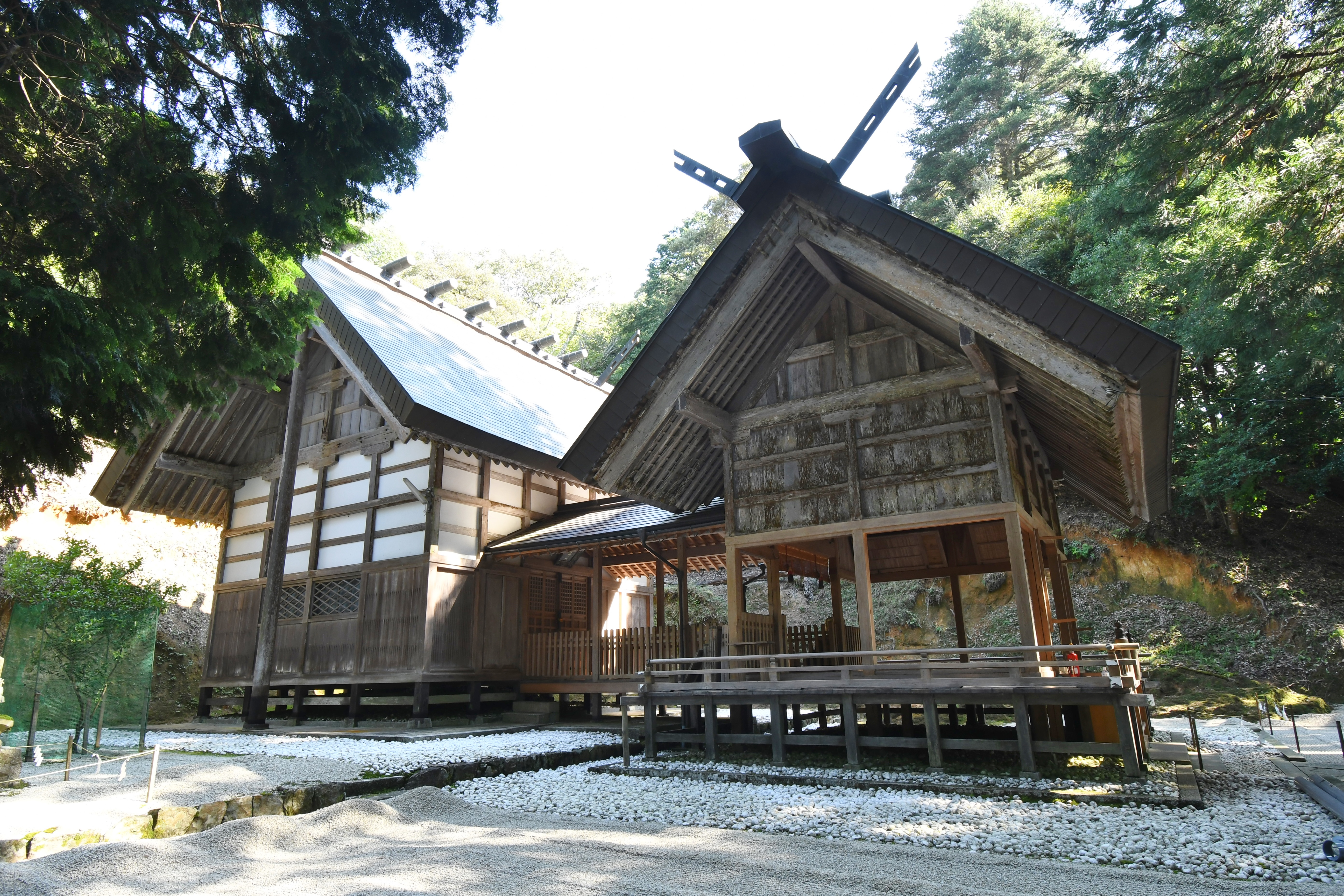
Shaden de Hinumanai-jinja (vue alternative)
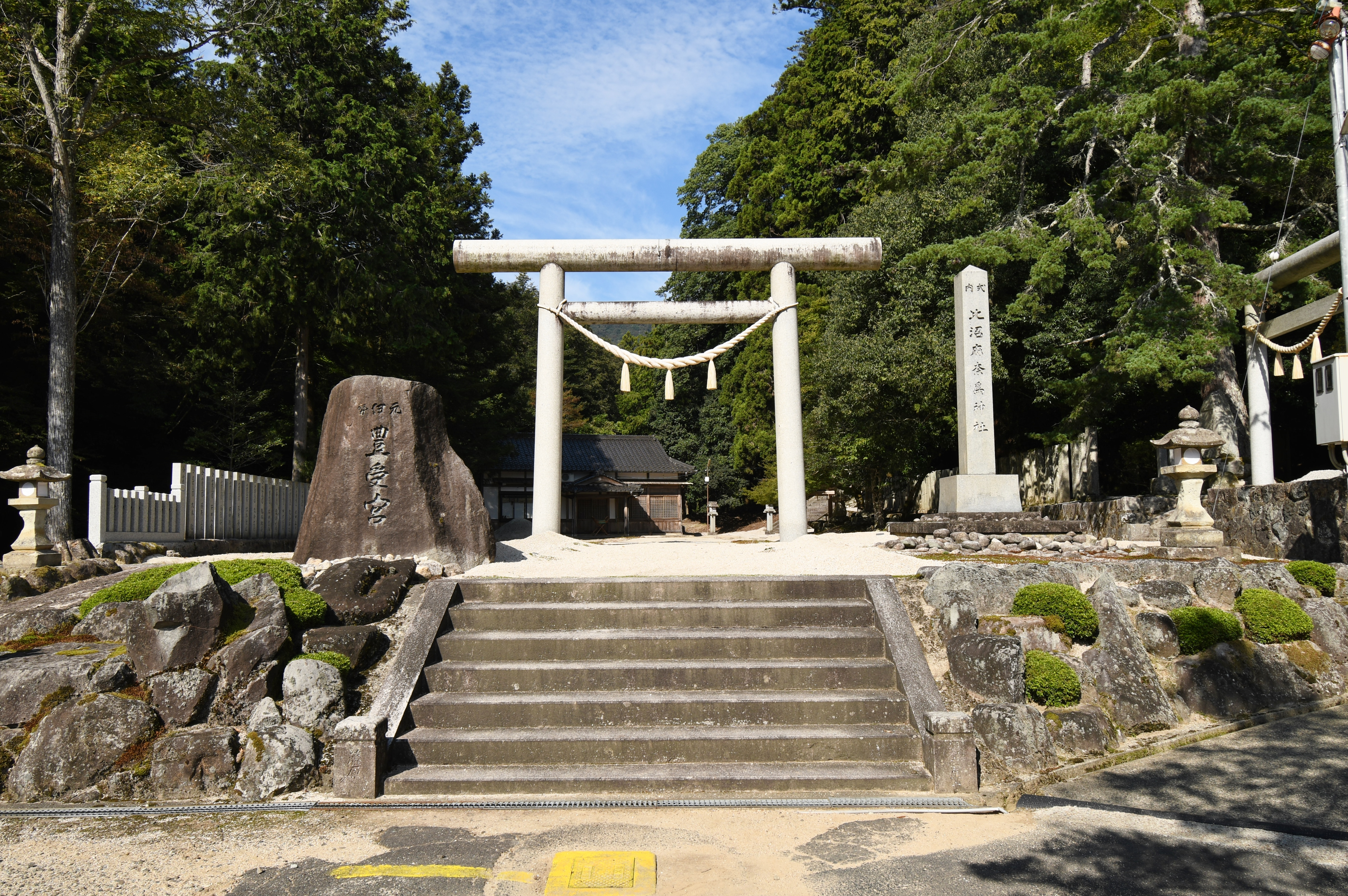
Torii (porte du sanctuaire) de Hinumanai-jinja
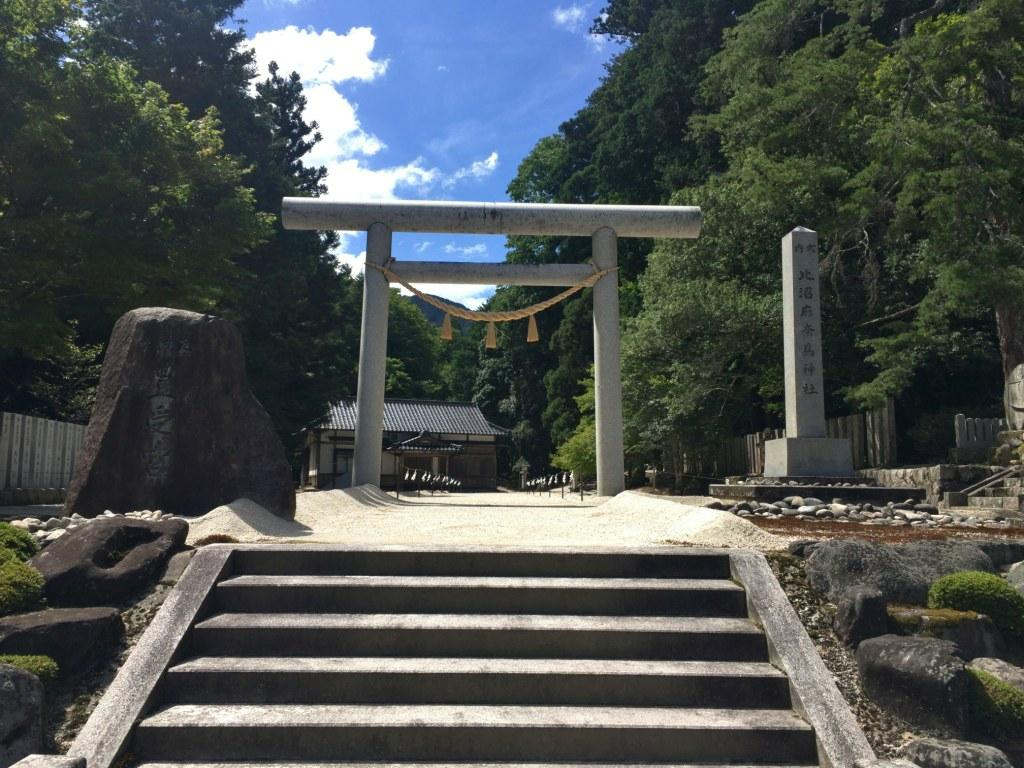
Torii (porte du sanctuaire) de Hinumanai-jinja dans la ville de Kyoto Tango